# Cratere Roxanna
Roxanna  è un cratere sulla superficie di Venere.